# 阿尔然
阿尔然（法語：Argein，法語發音：[aʁʒɛ̃]）是法国阿列日省的一个市镇，属于圣日龙区。

## 地理
阿尔然（42°55'53"N, 0°59'34"E）面积11.09 平方千米，位于法国奧克西塔尼大區阿列日省，该省份为法国西南部内陆省份，西部和北部与上加龙省接壤，东临奥德省，东南至东比利牛斯省接壤，南与安道尔和西班牙接壤。
与阿尔然接壤的市镇（或旧市镇、城区）包括：阿鲁、欧卡赞、欧德雷桑、巴拉盖尔、博纳克-伊拉赞、萨尔桑、索尔、维勒讷沃、巴拉塞。

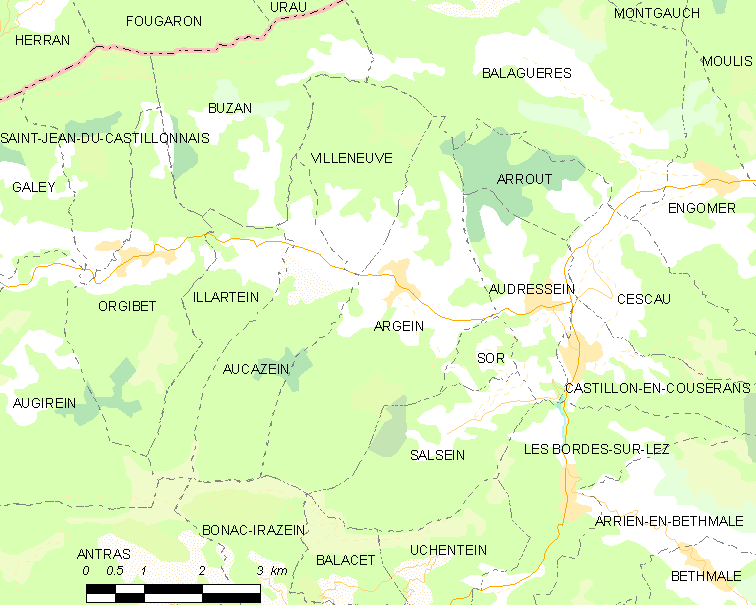
阿尔然的OSM定位图

阿尔然的时区为UTC+01:00、UTC+02:00（夏令时）。

## 行政
阿尔然的邮政编码为09800，INSEE市镇编码为09014。

## 政治
阿尔然所属的省级选区为库斯朗西县。

## 人口

1962-2008年间阿尔然人口变化图示

阿尔然于2022年1月1日时的人口数量为192人。